# (73263) 2002 JP47
(73263) 2002 JP47 – planetoida z pasa głównego asteroid okrążająca Słońce w ciągu 3,62 lat w średniej odległości 2,36 j.a. Odkryta 9 maja 2002 roku.